# Tea (nome)
Tea  è un nome proprio di persona italiano femminile.

## Varianti
- Maschile: Teo

### Varianti in altre lingue
- Croato: Tea[1]
- Finlandese: Tea[1], Teija[2], Tiia[3]
- Greco antico: Θεια (Theia)[4]
- Inglese: Thea[5]
- Lingue scandinave: Tea[1], Thea[5]
- Sloveno: Tea[1]
- Tedesco: Thea[5]

## Origine e diffusione
Il nome ha una duplice origine: da una parte deriva dal greco θεα (thea, forma femminile di theos, "dio"), e significa "dea"; è sostanzialmente equivalente al nome di Teia (in greco antico Θεια, Theia). È quindi affine, dal punto di vista semantico, ai nomi Diva, Åsa e Božena.
In secondo luogo, costituisce un ipocoristico di diversi altri nomi, ad esempio Teodora e Dorotea (sempre contenenti l'elemento θεα, thea), Teodolinda (contenente l'elemento germanico þeud, "popolo") o anche Teresa.
Il nome è portato, nella mitologia greca, oltre che dalla già citata titanide Teia, anche da una profetessa figlia di Chirone, compagna di Artemide e sposa di Eolo.

## Onomastico
L'onomastico si festeggia il 25 luglio e in memoria di santa Tea, martire a Cesarea marittima assieme a Paolo e Valentina, sotto Massimiano. Un'altra santa con questo nome, martire a Gaza, è commemorata il 19 dicembre.

## Persone
- Tea Hiilloste, cantante finlandese

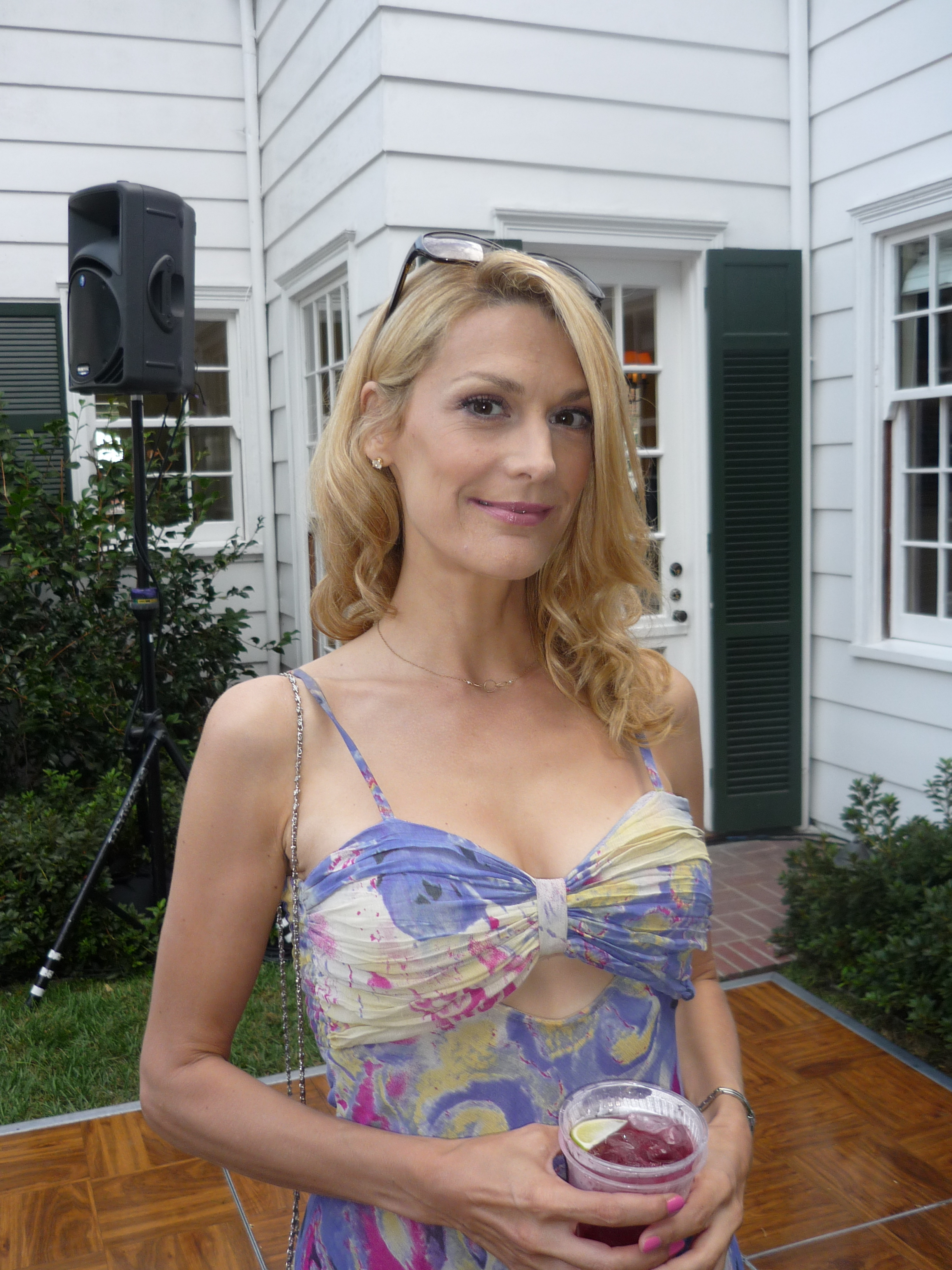
Thea Gill

- Tea Savoia, giocatrice di curling italiana

### Variante Thea
- Thea Garrett, cantante maltese
- Thea Gill, attrice canadese
- Thea Prandi, cantante, attrice e doppiatrice italiana
- Thea von Harbou,  attrice e sceneggiatrice tedesca

### Variante Téa
- Téa Leoni, attrice statunitense

## Il nome nelle arti
- Thea è un personaggio della serie a fumetti Rat-Man.
- Téa Gardner è il nome italiano di Anzu Mazaki, personaggio della serie manga e anime Yu-Gi-Oh!.
- Thea Queen è un personaggio della serie televisiva Arrow.
- Tea Stilton è un personaggio della serie di libri per bambini Geronimo Stilton.